# 李·查德
李·查德，CBE（Lee Child，1954年10月29日—），是英國驚悚小說作家吉姆·葛蘭特（Jim Grant）的筆名。他的妻子珍妮（Jane）是紐約人，兩人目前住在紐約州。他的第一部作品《地獄藍調》（Killing Floor）就為他贏得了安東尼獎（Anthony Award）的最佳小說獎獎項。
李·查德的小說裡的冒險，發生在一位於美國四處流盪，叫做傑克·李奇的退役美國憲兵身上。

## 早期生涯
李·查德生於英國的考文垂。在他四歲的時候，他的雙親將他與三個兄弟送到伯明翰接受更好的教育。他的父親是一名公務員，弟弟愛德文·葛蘭特（Andrew Grant）和他一樣是驚悚小說作家。
1974年，李·查德20歲的時候進入謝菲爾德大學法律學院就讀。然而他對法律沒有興趣，他便在學生時期參與戲劇的幕後工作，並在畢業後進入商業廣播公司工作。

## 職業生涯
1977年，他在曼徹斯特的格拉納達電視公司（Granada Television）擔任導演，這間公司是英國獨立電視台的子公司。
他在此參與了重返布萊茲海德莊園等作品的製作，工作經驗超過4萬小時，並曾撰寫上千篇商業文件、故事與驚悚作品。他在格拉納達待到1995年後被裁員了。
在他被開除後，他決定開始寫小說，並聲稱小說是最單純的娛樂模式。1997年，他首部「浪人神探」系列作品《地獄藍調》出版後，他也在1998年移居到美國。
他的筆名「李」( Lee)出自它們的家族笑話，他們把雷諾的車款 Le Car ，錯誤發音為「Lee Car」。此後他們家便把任何東西都以「李」命名。如他們把女兒露絲（Ruth）稱為「李家小孩」(Lee Child) 。
他將主角命名為李奇是因為有一次他與妻子在逛超市，妻子告訴他：「如果你的小說不能成功的話，你可以在超市當取貨員（Reacher）。」於是他心想，這是個好名字。在他的作品裡，有些小說以主角的第一人稱角度撰寫，有些則以第三人稱的方式表達。
2007年，與另外14名作家合作，建立一部17集的驚悚作品《The Chopin Manuscript》（暫譯：蕭邦的原稿）。
2020年1月，李查德宣布將不再撰寫傑克·李奇系列，將皆由他的弟弟安德魯·格蘭特（Andrew Grant）接續撰寫傑克·李奇的故事。他打算與格蘭特共同創作幾篇故事後再完全交棒。

## 寫作風格
李查德的文風，被歸類於「冷硬派」和「通俗小說」。他在2012年的採訪中表明，傑克·李奇系列很多設定出於商業考量，而非純文學因素。例如，有人建議讓傑克·李奇擁有一個法國籍母親，以增加法國讀者的吸引力。

## 小說歷程
- 《地獄藍調》Killing Floor，1997年
  - 獲安東尼獎
  - 獲貝瑞獎（英语：Barry Award (for crime novels)）（Barry Award）
- 《至死方休（英语：Die Trying (novel)）》Die Trying，1998年
  - 獲W.H.史密斯好讀獎
- 《一觸即發（英语：Tripwire (novel)）》Tripwire （1999）
- 《索命訪客（英语：The Visitor）》The Visitor （2000）
- 《闇夜回聲（英语：Echo Burning）》Echo Burning （2001）
- 《模擬刺客（英语：Without Fail）》Without Fail（2002）
- 《無間任務（英语：Persuader (novel)）》Persuader （2003）
- 《雙面敵人（英语：The Enemy (Child novel)）》The Enemy （2004）
- 《完美嫌犯（英语：One Shot (novel)）》One Shot （2005），由导演克里斯托夫·邁考利改拍成2012年电影《神隱任務》；
- 《假面人质（英语：The Hard Way (novel)）》The Hard Way （2006）
- 《厄运连锁（英语：Bad Luck and Trouble）》Bad Luck and Trouble （2007年，ISBN 0-385-34055-9）
  - 列入2009年Theakston’s Old Peculier Crime Novel of the Year Award獎[10]
- 《一無所懼（英语：Nothing to Lose (novel)）》Nothing to Lose（2008）
- 《此地不宜久留（英语：Gone Tomorrow）》Gone Tomorrow （2009）
- 《61小时(小說)（英语：61 Hours）》61 Hours （Spring 2010）
- 《惡人鎮（英语：Worth Dying For (novel)）》Worth Dying For （Fall 2010）
- 《臥底正義（英语：The Affair (Child novel)）》The Affair （2011）
- 《全面通緝（英语：A Wanted Man）》A Wanted Man（2012）
- 《永不回頭（英语：Never Go Back(novel)）》Never Go Back （2013），由導演愛德華·茲維克改拍成2016年電影《神隱任務：永不回頭》
- 《私人恩怨（英语：Personal (novel)）》Personal （2014）
- 《千萬別惹我（英语：Make Me (novel)）》Make Me  （2015）
- 《不存在的任務（英语：Night School (novel)）》 Night School（2016）
- 《命懸一線（英语：The Midnight Line (novel)）》The Midnight Line（2017）
- 《過去式（英语：Past Tense (novel)）》Past Tense（2018）
- 《藍月（英语：Blue Moon (novel)）》Blue Moon（2019）。
- 《崗哨（英语：The Sentinel (novel)）》The Sentinel（2020），無中譯本。由李查德和他的弟弟安德魯·格蘭特（Andrew Grant）共同創作。

### 其他獎項
- 2005年因寫作之貢獻獲模範市民獎

## 短篇作品
- 《James Penney's New Identity》
- 《The Snake Eater by the Numbers》
- 《Ten Keys》
- 《The Greatest Trick of All》
- 《Guy Walks Into a Bar...》
- 《Me & Mr. Rafferty》

## 新聞專訪
- Daily Telegraph, 1 April 2007
- Daily Telegraph, 14 July 2007 Archive.today的存檔，存档日期2013-01-14

## 外部連結
- Lee Child's & Jack Reacher's Official Web Site （页面存档备份，存于） - 官方部落格
- UK Publisher Web Site - 提供書籍與作家的最新資訊
- Reacher Creatures Fan Site
- Lee Child's books from U.S. Publisher Bantam Dell （页面存档备份，存于）
- Lee Child 線上出版清單
- Macavity Awards Site （页面存档备份，存于）
- Podcast interview with Lee Child （页面存档备份，存于）